# Superior, Arizona
Superior je gradić u američkoj saveznoj državi Arizona. Prema popisu stanovništva iz 2010. u njemu je živjelo 2,837 stanovnika.